# Forever (serial telewizyjny 2014)
Forever – amerykański kryminalny serial telewizyjny z elementami fantasy wyprodukowany przez Lin Pictures oraz Warner Bros. Television. Twórcą serialu jest Matthew Miller. Emitowany był od 22 września 2014 roku  do 5 maja 2015 roku na kanale ABC. 7 listopada 2014 roku stacja ABC zamówiła 9 dodatkowych odcinków serialu – sezon liczy 22 odcinki. 7 maja 2015 roku stacja ABC ogłosiła zakończenie produkcji serialu po pierwszym sezonie.
W Polsce serial był emitowany od 17 października 2014 roku na kanale Seriale+, a także w AXN od 3 kwietnia 2015.

## Fabuła
Dr Henry Morgan, lekarz, pracuje jako koroner sądowy w Nowym Jorku pomagając w rozwiązywaniu spraw kryminalnych. Ma pewną tajemnicę – jest nieśmiertelny. Za każdym razem gdy umrze wraca do życia wynurzając się z wody.

## Obsada
- Ioan Gruffudd jako dr Henry Morgan, urodzony 19 września 1779[a] lekarz medycyny sądowej, który po każdej swojej śmierci niejako rodzi się na nowo, wynurzając się z wody. Nic nie wie na temat swojej przypadłości, chociaż bada ją już od wielu lat. Fakt, że umierał na wiele różnych sposobów, daje mu niespotykany wgląd w zagadnienie śmierci.
- Alana de la Garza jako detektyw Jo Martinez[5], zaintrygowana szeroką wiedzą Henry’ego; ceni go i ufa jego umiejętnościom. Niedawno owdowiała; jej mąż, prawnik, zmarł na atak serca.
- Lorraine Toussaint jako porucznik Joanna Reece[6], szefowa detektyw Martinez.
- Donnie Keshawarz jako detektyw Hanson[7], policyjny partner detektyw Martinez.
- Joel David Moore jako Lucas Wahl[7], pomocnik Henry’ego w biurze koronera.
- Judd Hirsch jako Abraham „Abe” Morgan, bliski przyjaciel i powiernik Henry’ego Morgana, a także jego przybrany syn. Żyd ocalony przez Henry’ego i jego żonę Abigail z obozu koncentracyjnego w czasie II wojny światowej. Prowadzi sklep z antykami, którego piwnicy używa Henry jako swojego laboratorium.

### Role drugoplanowe
- MacKenzie Mauzy jako Abigail Morgan, żona Henry’ego Morgana.
- Burn Gorman jako Lewis Farber / „Adam”, tajemniczy „wielbiciel-prześladowca” Henry’ego; ma również nieśmiertelności.
- Victoria Hayes jako Nora Morgan, pierwsza żona Henry’ego. Umieściła go w zakładzie dla obłąkanych, gdy ten zdradził jej swój sekret. (2 odcinki)

## Odcinki
| 1 | Pilot                                   | Brad Anderson     | Matthew Miller               | 22 września 2014     | 17 października 2014 |
| Henry i detektyw Jo Martinez pracują nad sprawą wypadku w metrze. Jo jest pod wrażeniem umiejętności Henry’ego. W tym czasie Henry dostaje tajemniczy telefon, a wkrótce okazuje się, że jest ktoś kto zna jego sekret. Henry wspomina jak poznał swoją przyszłą żonę Abigail w czasach II wojny światowej. Barbara Eve Harris jako porucznik Roark, Lee Tergesen jako Hans Koehler |                                         |                   |                              |                      |                      |
| 2 | Look Before You Leap                    | Sam Hill          | Matthew Miller               | 23 września 2014     | 24 października 2014 |
| Henry pracuje przy sprawie dziewczyny, którą Henry klasyfikuje jako morderstwo, pomimo iż policja twierdzi że to samobójstwo. Razem z Jo wybiera się więc na poszukiwanie wskazówek mogących potwierdzić którąś z teorii. W międzyczasie tajemniczy prześladowca ponownie dzwoni do Henry’ego. James McCaffrey jako Browning, Dave Quay jako Paul |                                         |                   |                              |                      |                      |
| 3 | Fountain of Youth                       | David Warren      | Janet Lin                    | 30 września 2014     | 31 października 2014 |
| Henry szuka sposobu na starość i śmierć, a w tym czasie pewna klinika szuka sposobu na pozostanie młodym i zdrowym dzięki nowemu produktowi o nazwie Aterna. Niestety okazuje się, że ten cud techniki ma swoją cenę - robi z mózgu papkę, przyprawiając o śmierć używających produkt. Henry wspomina swojego przyjaciela sprzed wieku, który umarł na suchoty (gruźlica). Eric Morris jako dr James Carter, Steve Cirbus jako Anton Vann, Christina Bennett Lind jako Sasha Savchenko, DonnaMarie Recco jako Laura Graff, Mather Zickel jako dr Frederick Gardner |                                         |                   |                              |                      |                      |
| 4 | The Art of Murder                       | Jace Alexander    | Chris Fedak                  | 7 października 2014  | 7 listopada 2014     |
| Po tym jak Gloria Carlyle, elegancka, bogata i despotyczna stara kobieta zostaje odnaleziona martwa po gali ku jej czci w Metropolitalnym Muzeum Sztuki, w życiu jej rodziny zaczyna panować zamieszanie. Henry, po tym jak zostaje odsunięty od sprawy, razem z Jo szuka różnych podejrzanych i motywów które mogły doprowadzić do jej śmierci. Abe pomaga w sprawie dzięki swoim połączeniom w branży. Okazuje się również, że Henry spotkał wcześniej Glorię, która zachęciła go do podjęcia ważnej w jego życiu decyzji. Henry wspomina wspólną wycieczkę ze swoją żoną Abigail do Metropolitalnego Muzeum Sztuki i spotkanie Glorii Carlyle. Kathleen Chalfant jako Gloria Carlyle, Rufus Collins jako dyrektor muzeum, Michael Oberholtzer jako Lance Sharp, Sonya Harum jako Sofia Carlyle, Jack Gilpin jako Conrad Carlyle                                                                                     |                                         |                   |                              |                      |                      |
| 5 | The Pugilist Break                      | John Kretchmer    | Phil Klemmer                 | 14 października 2014 | 14 listopada 2014    |
| Morderstwo upozorowane na przedawkowanie narkotyków, prowadzą Henry’ego i Jo do świata nieczystych zagrań deweloperów i lokalnych mieszkańców. Henry wspomina sytuację nielegalnych imigrantów i ich zatargu z deweloperami, w tym małego chłopca-sierotę. Juan Pablo Veza jako Raul, Caleb McLaughlin jako Alejandro |                                         |                   |                              |                      |                      |
| 6 | The Frustrating Thing About Psychopaths | Zetna Fuentes     | Sarah Nicole Jones           | 21 października 2014 | 21 listopada 2014    |
| Gdy na posterunek policji zostaje dostarczone serce wycięte żywcem ofierze, Henry i Jo muszą zmierzyć się z mordercą kopiującym znane niewyjaśnione morderstwa, jak morderstwo Mary Jane Kelly oraz Elizabeth Short. Tajemniczy „Adam” ponownie nawiązuje kontakt z Henrym, oferując mu wskazówki pomagające rozwiązać sprawę. Henry wspomina morderstwo Mary Jane Kelly. Paul Fitzgerald jako Mark, Rosalind Chao jako Frenchman, Andy Murray jako Abberline |                                         |                   |                              |                      |                      |
| 7 | New York Kids                           | Stephen Shill     | Zev Borow                    | 28 października 2014 | 28 listopada 2014    |
| Dr Tyler Forester, fundator darmowej kliniki lekarskiej i syn bilionera, otrzymuje nagrodę uznania za pomoc humanitarną na rzecz miasta. Kilka godzin później zostaje znaleziony martwy w swoim mieszkaniu. Henry i Jo odkrywają, że cała sprawa sięga lata wstecz, do pewnej nocy 9 lat wcześniej. Raul Casso jako Carter Pilson, Kett Turton jako Paul Gould, Meryl Jones Williams jako Cassandra Mueller |                                         |                   |                              |                      |                      |
| 8 | The Ecstasy of Agony                    | Brad Anderson     | Allen MacDonald              | 11 listopada 2014    | 5 grudnia 2014       |
| Biznesmen i oddany mąż zostaje znaleziony martwy, a prawdopodobną przyczyną śmierci była forma rytualnego pobicia. Śledztwo prowadzi do świata sadomasochizmu i BDSM – główną podejrzaną staje się terapeutka-Dominatrix, która chcę również pomóc Henry’emu w rozwiązaniu jego problemów. W tym czasie Maureen Delacroix, była żona Abe'a, wpada do niego z wizytą i propozycją. Henry wspomina, jak jego pierwsza żona, Nora, umieściła go w zakładzie dla obłąkanych gdy ten zdradził jej swoją tajemnicę. Jane Seymour jako Maureen Delacroix, była żona Abe'a. |                                         |                   |                              |                      |                      |
| 9 | 6 A.M.                                  | Peter Lauer       | Dean Carpentier Matt Kester  | 18 listopada 2014    | 12 grudnia 2014      |
| Morderstwo syna muzyka jazzowego Peppera Evansa prowadzi do starej sprawy związanej z prawami autorskimi do znanego utworu 6 A.M.. Henry wspomina, jak jego syn po raz pierwszy zetknął się z jazzem. Frankie Faison jako Pepper Evans, James McDaniel jako Al Rainey, Johnny Ramey jako Red Holland |                                         |                   |                              |                      |                      |
| 10 | The Man in the Killer Suit              | Jace Alexander    | Cameron Litvack              | 2 grudnia 2014       | 26 grudnia 2014      |
| Gdy w parku zostaje znalezione ciało mężczyzny, który okazuje się być oszustem-naciągaczem, Henry ponownie aktywnie pomaga w śledztwie Jo i Hansonowi. Okazuje się, że człowiek, który podawał się za brytyjskiego wicehrabię planował był zdobyć pieniądze swojej przyszłej żony, dziedziczki sporej fortuny. Abe po latach ponownie spotyka swoją pierwszą miłość. Henry wspomina, jak w 1957 roku musiał wraz z rodziną przenieść się w nowe miejsce by chronić jego sekret. Katie Paxton jako Emily Sontag, Gary Basaraba jako Norman Sontag, Laura Fraser jako Patricia Bedard, Blair Brown jako Fawn Mahoney Ames |                                         |                   |                              |                      |                      |
| 11 | Skinny Dipper                           | Steve Boyum       | Chris Fedak Phil Klemmer     | 9 grudnia 2014       | 2 stycznia 2015      |
| Prześladowca Henry’ego powraca, by namieszać mu w życiu. Herny wspomina pobyt w zakładzie dla obłąkanych. Edoardo Ballerini jako Clark Walker, Geoffrey Cantor jako pracownik zakładu dla obłąkanych |                                         |                   |                              |                      |                      |
| 12 | The Wolves of Deep Brooklyn             | Rob Bailey        | Zev Borow                    | 6 stycznia 2015      | 30 stycznia 2015     |
| Henry i Jo badają sprawę zabójstwa młodego bogatego człowieka pracującego w finansach, który nie zawsze miał wszystko o czym mógł pomarzyć, a którego ciało zostaje znalezione w pobliżu rzeki. Zbiegiem okoliczności człowiek ten jest również synem kolegi Abe'a z czasów jego pobytu w wojsku. Jo i porucznik Reese uważnie obserwują posunięcia Henry’ego, ponieważ jest to jego pierwsza sprawa od spotkania z tajemniczym Adamem. Bez porozumienia z Henrym Abe wraz z kolegami z wojska bawi się w detektywów, również próbując rozwikłać zagadkę śmierci młodego mężczyzny, dochodząc do niespodziewanych rezultatów. Henry wspomina swój niepokój, gdy jego wówczas 17-letni syn został zrekrutowany do wojska by jako żołnierz uczestniczyć w wojnie wietnamskiej. William Baldwin jako Oliver Clarion, Clarke Peters jako Jerry Charters, Daniel Abeles jako Val Kaplan, Sepideh Moafi jako Melanie Fontana |                                         |                   |                              |                      |                      |
| 13 | Diamonds Are Forever                    | John T. Kretchmer | Janet Lin                    | 13 stycznia 2015     | 6 lutego 2015        |
| Młody człowiek z przestępczą przeszłością zostaje potrącony przez samochód i ginie. W trakcie śledztwa okazuje się, że jego sprawę prowadził mąż Jo, przez co musi zmierzyć się ona ze wspomnieniami o swoim zmarłym mężu. Abe bada sprawę kradzieży we własnym sklepie. Henry wspomina swój pobyt w więzieniu gdy przeniesiono go tam ze szpitala psychiatrycznego i spotkanie z księdzem, który dzielił z nim celę. Roger Rees jako ksiądz, Shane McRae jako detektyw Hugh Dunn, Andy Karl jako Sean Moore, mąż Jo. |                                         |                   |                              |                      |                      |
| 14 | Hitler on the Half Shell                | David Warren      | Sarah Nicole Jones           | 3 lutego 2015        | 27 lutego 2015       |
| Gdy syn hitlerowskiego zbrodniarza wojennego zostaje zamordowany, Henry i Jo próbują ustalić nie tylko kto go zabił, ale również okradł z bezcennych obrazów, skradzionych wcześniej za czasów wojny. W tym czasie Adam składa wizytę w sklepie Abe'a, co prowadzi Henry’ego do konfrontacji ze swoim prześladowcą. Koniec końców Abe otrzymuje od Adama bezcenny podarek. Henry wspomina, jak odkrył jakim niemoralnym biznesem zajmuje się jego ojciec. Patrick Woodall jako Erik, Harris Yulin jako Eli, Daniel Gerroll jako Robert. |                                         |                   |                              |                      |                      |
| 15 | The King of Columbus Circle             | Matt Barber       | Phil Klemmer                 | 10 lutego 2015       | 6 marca 2015         |
| Z pozoru zwykła śmierć starego człowieka, okazuje się być skrytobójstwem wygnanego króla małego państewka. W dodatku Henry wiele lat wcześniej uratował mu życie, jadąc pociągiem na swój miesiąc miodowy. Abe kontynuuje poszukiwania swoich korzeni i wciąż żyjących krewnych i odkrywa coś zaskakującego. Henry wspomina swoją podróż na miesiąc miodowy. Jacqueline Antaramian jako Zarina, Elizabeth Alderfer jako Lydia, Michael Aronov jako Dasha, Olek Krupa jako król |                                         |                   |                              |                      |                      |
| 16 | Memories of Murder                      | Zetna Fuentes     | Anderson Mackenzie           | 24 lutego 2015       | 20 marca 2015        |
| Młoda studentka zostaje zamordowana a jej ciało ubrane w strój z lat 70. znalezione na wysypisku śmieci. Okazuje się, że pomagała mężczyźnie w średnim wieku i grała jego zmarłą żonę. Iona Payne, dominatrix, która wykłada okazjonalnie na lokalnym uniwersytecie, pomaga w śledztwie. W 1982 roku Henry i Abigail świętują swoją rocznicę ślubu w Nowym Jorku. Abigail odczuwa różnicę wieku, jako że wygląda o wiele starzej niż Henry. Po powrocie do mieszkanie tańczą razem wspominając stare czasy. Hilarie Burton jako Molly Dawes (Iona Payne), Emily Kinney jako Jennifer Schroeder, Cotter Smith jako Neville, Janet Zarish jako Abigail Morgan (starsza) |                                         |                   |                              |                      |                      |
| 17 | Social Engineering                      | Antonio Negret    | John Enbom                   | 3 marca 2015         | 27 marca 2015        |
| Członek lokalnej grupy hakerów-aktywistów zostaje zamordowany we własnym mieszkaniu. Prowadzi to Henry’ego i Jo do świata cyber-terroryzmu, w wyniku czego Henry jest szantażowany przez osobę należącą do grupy, która odkryła, że jego obecna tożsamość jest fałszywa. Henry wspomina, jak w 1865 roku po latach spotkał ponownie swoją pierwszą żonę Norę, którą umieściła go w zakładzie dla obłąkanych (odcinek The Ecstacy of Agony). Wiele lat później, Henry pracuje w szpitalu, gdy jego podobizna zostaje umieszczona w gazecie. Nora, rozpoznając męża, odwiedza go, próbując nakłonić do wyjawienia światu swojej nieśmiertelności. Jane Alexander jako Nora, Megan Ketch jako Irene, Kobi Libii jako Keith, Erin Darke jako Liz, Tim Ransom jako Lawrence Greff |                                         |                   |                              |                      |                      |
| 18 | Dead Men Tell Long Tales                | Antonio Negret    | John Enbom                   | 24 marca 2015        | 17 kwietnia 2015     |
| Henry i Jo poszukują zabójcy poszukiwacza skarbów, który wydobył na powierzchnię wartościowe przedmioty z XIX-wiecznego statku Empress of Africa. Bogaty sponsor wyprawy po skarb flirtuje z Jo i umawia się z nią na randkę. Adam dzieli się z Henrym swoją teorią na temat śmierci. Henry wspomina wydarzenia, które doprowadziły do jego pierwszej, zagadkowej śmierci w 1814 roku na pokładzie Empress of Africa, statku należącym do jego rodziny. Cuba Gooding, Jr. jako Isaac Monroe, Luke Robertson jako Davey, Don McManus jako George, Kate Rogal jako Margo |                                         |                   |                              |                      |                      |
| 19 | Punk is Dead                            | John Showalter    | Ildy Modrovich               | 31 marca 2015        | 24 kwietnia 2015     |
| Zmumifikowane zwłoki młodej kobiety zostają przypadkowo odkryte za ścianą w klubie podczas koncertu. Sprawa morderstwa sięga sprawy zniknięcia z lat 80. XX wieku. W tym czasie związek Jo i Isaaca się rozwija pomimo przeciwności. Henry wspomina poszukiwania Abigail, gdy ta po dobrowolnym odejściu od rodziny przepada wkrótce bez wieści. Cuba Gooding, Jr. jako Isaac Monroe, David Krumholtz jako Abe z 1984, Frederick Weller jako Eddie Warsaw, Jordan Gelber jako Carl Massey, Neal Huff jako Rich Dornis, Kelly Aucoin jako Frank Farrell |                                         |                   |                              |                      |                      |
| 20 | Best Foot Forward                       | John Kretchmer    | Sarah Nicole Jones Zev Borow | 7 kwietnia 2015      | 1 maja 2015          |
| Gdy w czasie przedstawienia w koszu na kostiumy zostaje znaleziona odcięta stopa baleriny, Jo, Henry i Hanson walczą z czasem by odnaleźć właścicielkę stopy. W tym czasie Abe angażuje Lucasa w poszukiwania zaginionej Abigail. Henry wspomina znajomą artystkę, którą znał gdy mieszkał w latach 30. w Paryżu, która była uzależniona od heroiny. Cuba Gooding, Jr. jako Isaac Monroe, Carmen Cabrera jako Eva, Andhy Mendez jako Luis, Irina Dvorovenko jako Odessa, Michel Gill jako Dmitry, Elizabeth Gray jako Valerie |                                         |                   |                              |                      |                      |
| 21 | The Night in Question                   | Michael Fields    | Phil Klemmer                 | 21 kwietnia 2015     | 15 maja 2015         |
| Henry próbuje rozwiązać sprawę zniknięcia swojej żony Abigail sprzed prawie trzech dekad. Henry wspomina jak w 1946 roku Henry i Abigail przeprowadzają się do Ameryki. Janet Zarish jako starsza Abigail, Boris McGiver jako Vance, Tim Guinee jako Teddy Graves |                                         |                   |                              |                      |                      |
| 22 | The Last Death of Henry Morgan          | Brad Anderson     | Matt Miller Chris Fedak      | 5 maja 2015          | 29 maja 2015         |
| Morderstwo pracownicy muzeum prowadzi na trop sztyletu z brązu należącego do Adama. Adam sprawdza swoją teorię dotyczącą artefaktów. Henry wspomina jak Abigail poznała jego sekret. John Noble jako Aubrey Griffin, Mike Houston jako Ken, Angel Desai jako Diane Clark |                                         |                   |                              |                      |                      |